# Regione Amministrativa Cordillera
La Regione Amministrativa Cordillera (in tagalog: Rehiyong Administratibo ng Cordillera; in inglese: Cordillera Administrative Region) è una regione del nord delle Filippine. La città di Baguio è il capoluogo regionale. Le province che fanno capo a questa regione, definita spesso dal solo acronimo CAR, sono, da nord a sud: Apayao, Abra, Kalinga, Mountain Province, Ifugao e Benguet. Quando vennero istituite le regioni, quella della Cordillera doveva essere autonoma, ma il fallimento di due plebisciti ha fatto sì che rimanesse una regione amministrativa regolare.

## Geografia fisica
Si trova nell'interno della parte più settentrionale dell'isola di Luzon e risulta l'unica regione filippina a non avere uno sbocco sul mare. È stretta tra le regioni di Ilocos ad ovest, Valle di Cagayan ad est e Luzon Centrale a sud.
È attraversata e contenuta nell'area della catena montuosa della Cordillera Central.

### Suddivisioni politiche
La regione si suddivide in 6 province. Vi è una sola città, e 76 municipalità.

#### Province
- Abra
- Apayao
- Benguet
- Ifugao
- Kalinga
- Mountain Province

#### Città
- Baguio - Città altamente urbanizzata HUC

## Economia
La Cordillera ha un sottosuolo molto ricco. Vi si estraggono oro, rame, argento e zinco. Vi sono poi anche cave di zolfo, sabbia e ghiaia. Queste ricchezze naturali caratterizzano un po' tutte le province e in particolare quella di Benguet.
Un'altra risorsa della regione è il turismo. Ci sono quattro parchi nazionali e tra le varie attrattive naturalistiche meritano un'attenzione particolare gli spettacolari Terrazzamenti di Banaue, creati 2000 anni fa per la coltivazione del riso e che rientrano tra i patrimoni dell'umanità posti sotto la salvaguardia dell'UNESCO.